# Massérac

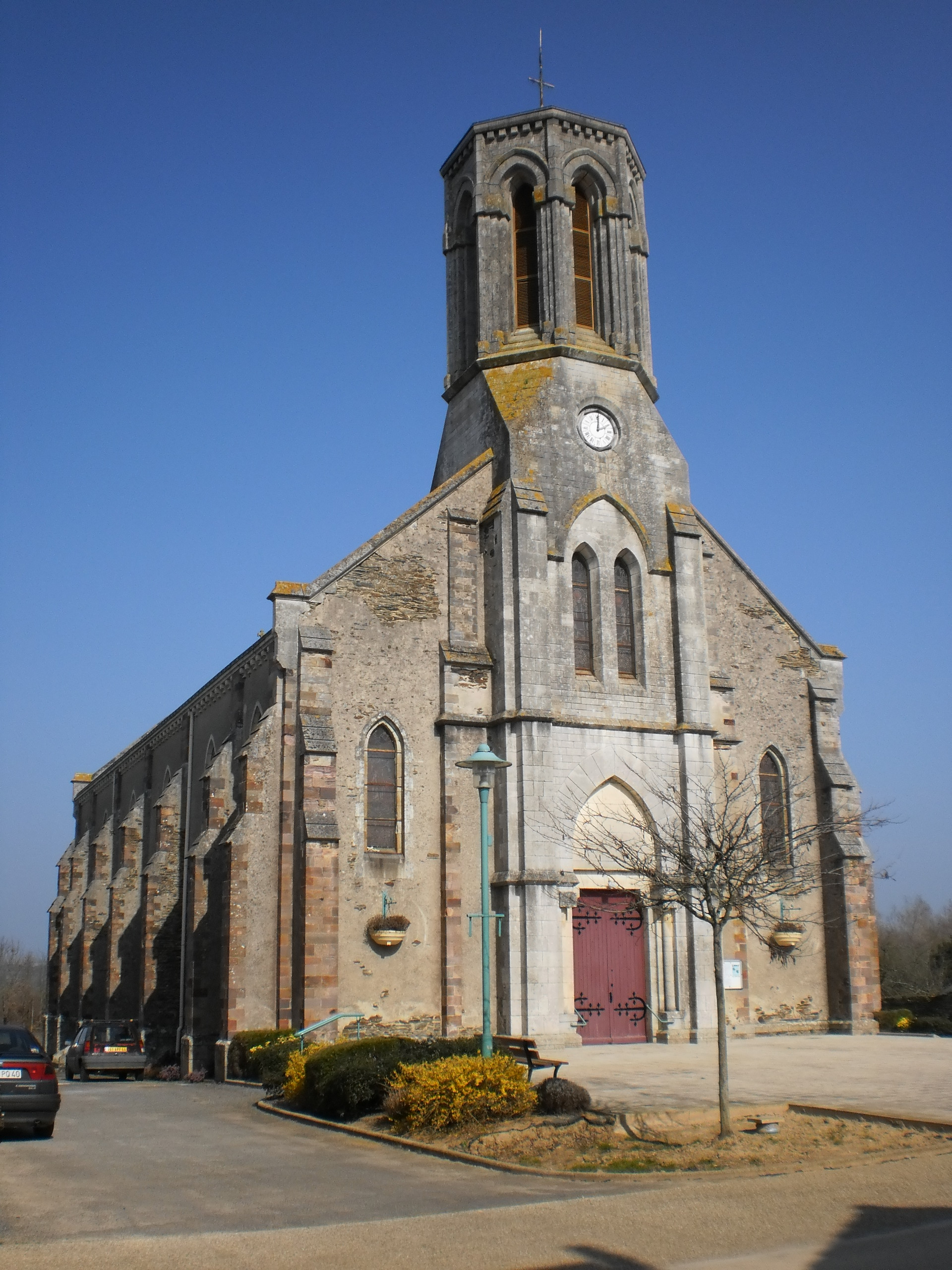
Kerk

Massérac is een gemeente in het Franse departement Loire-Atlantique (regio Pays de la Loire) en telt 449 inwoners (1999). De plaats maakt deel uit van het arrondissement Châteaubriant.

## Geografie
De oppervlakte van Massérac bedraagt 18,9 km², de bevolkingsdichtheid is 23,8 inwoners per km².

## Verkeer en vervoer
In de gemeente ligt spoorwegstation Massérac.
De onderstaande kaart toont de ligging van Massérac met de belangrijkste infrastructuur en aangrenzende gemeenten.

## Demografie
Onderstaande figuur toont het verloop van het inwonertal (bron: INSEE-tellingen).